# Hecatera constantialis
Hecatera constantialis là một loài bướm đêm trong họ Noctuidae.